# Ureterostomia
Ureterostomia é a criação de uma ostomia para um ureter ou rim.